# Governo Piñera II
Il Governo Piñera II è stato il governo del Cile in carica dall'11 marzo 2018 all'11 marzo 2022 (dimissionario dal 21 novembre 2021), formatosi dopo la vittoria di Sebastián Piñera alle elezioni presidenziali del 2017.

## Il Forum per il progresso e lo sviluppo del Sud America

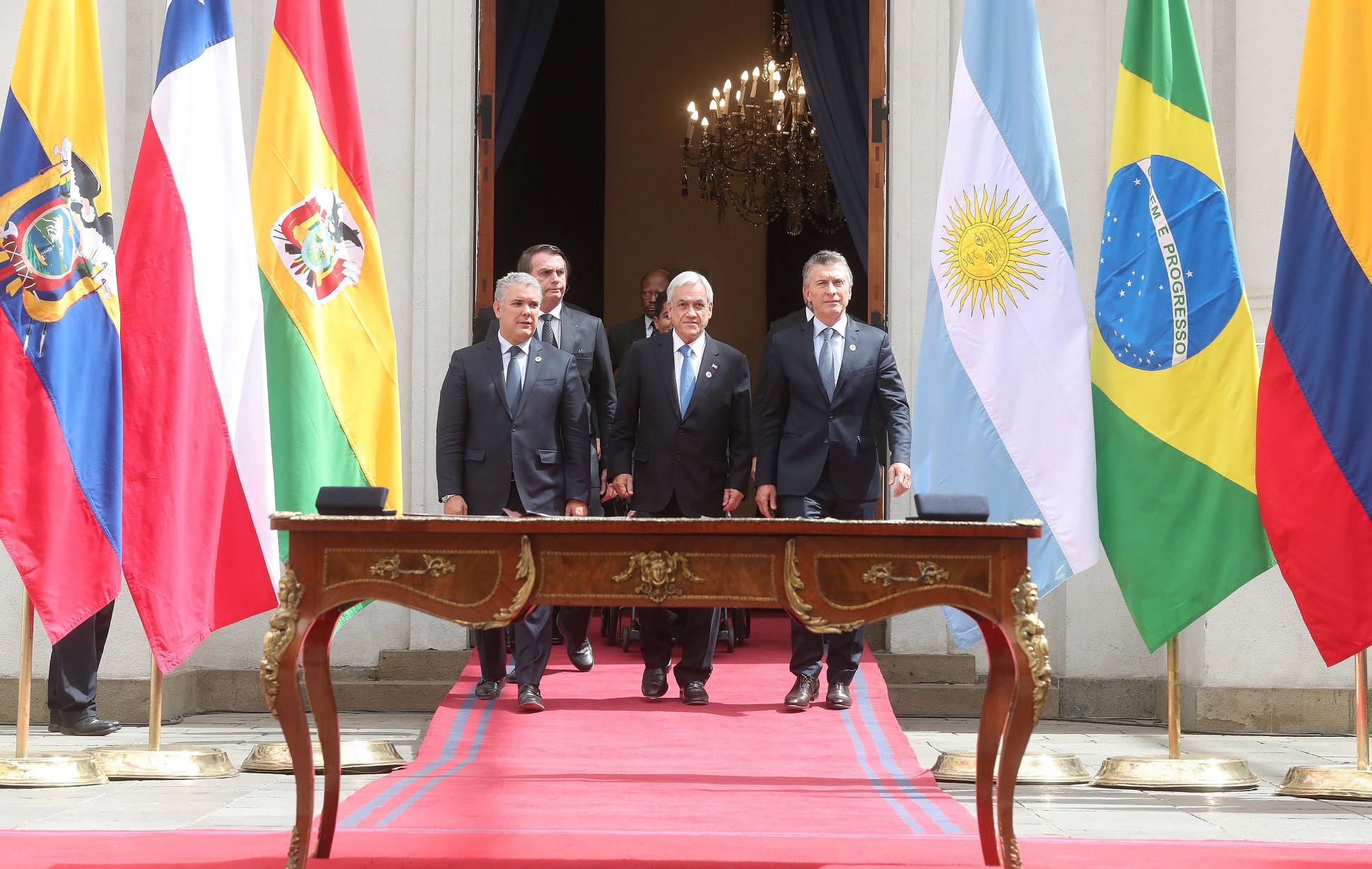
I presidenti Iván Duque Márquez, Sebastián Piñera, Mauricio Macri, Jair Bolsonaro nel 2019, durante il Forum per il progresso e lo sviluppo del Sud America.

Sebastián Piñera, in accordo con il presidente colombiano Iván Duque Márquez, nel 2019 ha dato avvio al Forum per il progresso e lo sviluppo del Sud America (in spagnolo Foro para el Progreso y Desarrollo de América del Sur PROSUR) con l'intendo creare un organismo di integrazione, in sostituzione dell'Unione delle nazioni sudamericane (Unasur). PROSUR sarebbe un meccanismo sudamericano di coordinamento delle politiche pubbliche, in difesa della democrazia, dell'indipendenza dei poteri, dell'economia di mercato, dell'agenda sociale. Secondo i commentatori, PROSUR si caratterizzerebbe per essere una risposta della destra all'UNASUR, considerato di sinistra. Il primo vertice, tenutosi a Santiago del Cile il 22 marzo 2019, si è chiuso con la sottoscrizione da parte dei presidenti di Argentina, Brasile, Cile, Colombia, Ecuador, Paraguay, Perú e dell'ambasciatore della Guyana in Cile, della Dichiarazione di Santiago per il rinnovamento e il rafforzamento del Sud America (in spagnolo Declaración de Santiago para la renovación y el fortalecimiento de América del Sur), che avvia il processo di creazione di PROSUR.

## Le proteste del 2019-2020

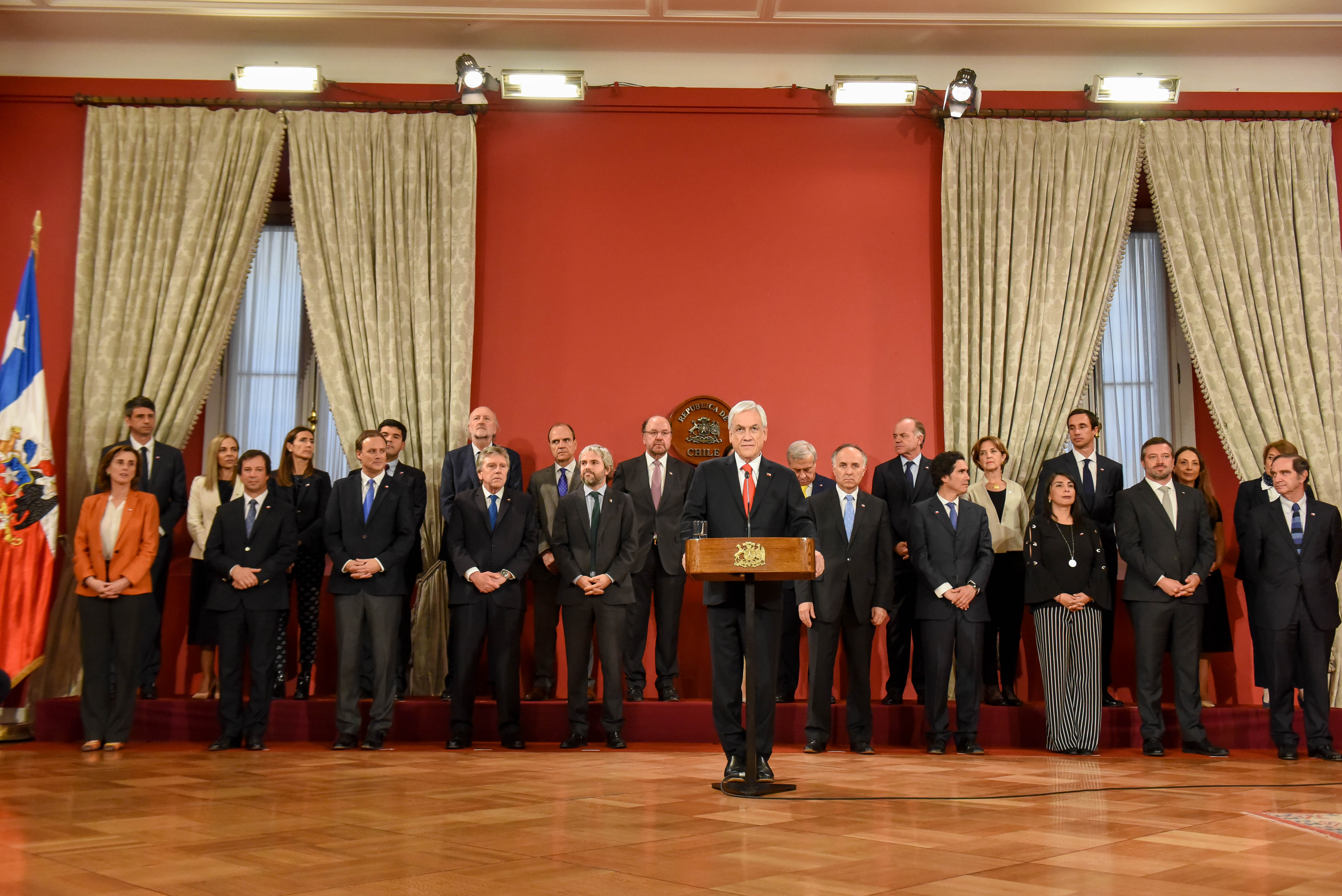
Il Governo il 28 ottobre 2019 dopo il cambio di Gabinetto.

Il 18 ottobre 2019, promosse l'approvazione di una legge volta ad aumentare il prezzo del biglietto della Metropolitana di Santiago del Cile con il sostegno dalla maggioranza parlamentare conservatrice. Contro la politica di governo presero avvio delle proteste sociali pacifiche, che criticò da subito con toni molto duri. Le proteste, quindi, si intensificarono, con l'assalto di strutture pubbliche e attività commerciali. I disordini provocarono tre morti.
Il 20 ottobre il governo proclamò lo stato d'emergenza: decise di far intervenire l'Esercito per sedare le poteste e introdusse il coprifuoco nella capitale, vietando alla popolazione di uscire delle abitazioni dalle 21 alle 7.
Il 28 ottobre Piñera decise di cambiare otto ministri, tentando di spostare il baricentro del governo verso posizioni meno conservatrici e più moderate, con lo scopo di assecondare le richieste dei manifestanti. Annunciò anche la revoca degli aumenti dei prezzi dei biglietti del trasporto pubblico. Nonostante ciò le proteste antigovernative proseguirono, con episodi di vandalismo, sfociati anche in piccoli incendi in alcune delle più importanti città cilene.
Nel frattempo le proteste generalizzate proseguirono e negli scontri con la forza pubblica il bilancio fu di almeno 17 morti, centinaia di feriti e migliaia di arrestati. L'opposizione denunciò l'esistenza di gravi abusi da parte della forza pubblica. La stampa ed i social network documentarono l'esistenza di gravi episodi di sopraffazione da parte dell'autorità, che per reprimere le proteste fece ricorso alla violenza fisica.

Il direttore dell’Istituto nazionale per i diritti umani (Instituto Nacional de Derechos Humanos), Sergio Micco, segnalò: 
(Sergio Micco)

Il 9 novembre 2019 un organismo indipendente di esperti, nominato dall'Organizzazione delle Nazioni Unite intervenne affermando:

### Nuova Agenda Sociale
Il 22 ottobre 2019, il Governo nel corso delle proteste ha annunciato le nuove misure prese in risposta alla crisi, denominate Nuova Agenda Sociale, che comprendono: 
- Pensioni:
  - l'aumento della pensione di solidarietà di base del 20%, a beneficio di 590.000 pensionati;
  - l'aumento del 20% il contributo per la pensione di solidarietà, a beneficio di 945.000 pensionati;
  - l'aumento aggiunto alle pensioni di base e ai contributi pensionistici di solidarietà, per i pensionati di età superiore ai 75 anni, dal 2021 al 2022.
  - un contributo fiscale, oltre al risparmio previdenziale della classe media, al fine di aumentare le pensioni al momento del pensionamento, a beneficio di 500.000 lavoratori;
  - un contributo fiscale per migliorare le pensioni per gli anziani non autosufficienti.

- Salute:
  - impegno a dare priorità al voto sull'articolo di legge per la creazione dell'assicurazione Seguro de Enfermedades Catastróficas, dove lo Stato fissa un tetto massimo per la spesa sanitaria per le famiglie beneficiarie, lo Stato che contribuisce per il surplus;
  - creazione di un'assicurazione che copra parzialmente le spese per medicinali non coperti da altri programmi;
  - ampliamento dell'accordo del Fondo sanitario nazionale (Fonasa) con le farmacie per abbattere il prezzo dei farmaci, a beneficio di 12 milioni di persone.

- Economia e amministrazione:
  - reddito minimo garantito di 350.000 pesos, per i lavoratori a tempo pieno;
  - creazione di una nuova tranche della Impuesto Global Complementario del 40% per i redditi superiori a 8 milioni al mese;
  - creazione di un meccanismo di stabilizzazione delle tariffe elettriche, che consentirà di annullare il recente aumento del 9,2% dell'elettricità, riportando il valore delle tariffe elettriche ai livelli del primo semestre dell'anno.
  - trasferimento del Fondo Común Municipal da comuni ad alto reddito a comuni a basso reddito, per investimenti in servizi e infrastrutture municipali;
  - riduzione delle indennità e degli stipendi di deputati, senatori e altri personaggi pubblici;
  - riduzione del numero di parlamentari e rielezioni in ambito amministrativo pubblico.
- Sociale
  - avvio di un progetto pro-infanzia in sostituzione del Servizio Nazionale per i Minori (Sename), con la creazione di due nuove entità: il Servicio de Protección de la Niñez y Adolescencia ed il Servicio de Reinserción Juvenil;
  - concessione del diritto all'asilo nido universale per tutti i figli di genitori appartenenti alla forza lavoro;
  - riduzione dei contributi degli anziani più vulnerabili.

Sono stati considerati tra i provvedimenti della Nuova Agenda Sociale, del giorno 22 ottobre 2019 anche i seguenti provvedimenti: 
- creazione di un difensore civico per le vittime, per rafforzare e facilitare l'accesso alla difesa legale ed il supporto sociale e psicologico per le vittime di reato;
- un piano per ricostruire i danni e le distruzioni provocati dalla violenza e dalla criminalità a seguito della crisi destinato a beni pubblici o al pubblico interesse, come nel caso di Metro, impegnando risorse per 350 milioni di dollari;

- presentazione di un disegno di legge anti-saccheggio per inasprire le sanzioni per i reati di rapina commessi dalla folla;
- priorità alla legge ant-incappucciamento;
- priorità al progetto contro i reati che ledono l'ordine pubblico con l'utilizzo di barricate;
- inserimento di un disegno di legge che stabilisce uno statuto di protezione per il personale dei Carabineros, della Polizia Investigativa e della Gendarmeria.
- aumento della capacità di sorveglianza aerea dei Carabineros e della Polizia Investigativa;
- creazione di una squadra multisettoriale tra la Procura, i Carabineros e la Polizia Investigativa per migliorare l'intelligence preventiva della polizia;
- priorità di discussione ai progetti di legge per l'ammodernamento del Sistema nazionale di intelligence e l'ammodernamento del funzionamento della polizia;
- rafforzamento dei canali di reclamo e fornitura di informazioni civili contro i criminali.

Il 24 ottobre la Camera dei Deputati ha approvato il disegno di legge che riduce la giornata lavorativa settimanale a 40 ore, presentato nel 2017 e promosso dai parlamentari del Partito Comunista. L'iniziativa è stata approvata con 88 voti favorevoli, 24 contrari e 27 astensioni, dopo un dibattito durato 2 sessioni.
L'8 novembre 2019, il nuovo ministro dell'Economia, Ignacio Briones, riesce a concordare, insieme a tutti i partiti dello spettro politico, l'approvazione della riforma fiscale, sbloccata dopo mesi di discussioni, attraverso la trattativa del governo con il parlamento. L'obiettivo di queste misure è di ottenere una riscossione delle tasse stimata in 2.000 milioni di dollari USA, promuovendo la crescita e l'imprenditorialità economica con cui poter finanziare il costo della Nuova Agenda Sociale. In aggiunta alle misure su temi economici individuati nella Nuova Agenda Sociale, questo gli aspetti chiave di riforma fiscale sono:
- creazione di un regime speciale Pro-Pyme (piccole e medie imprese), integrato al 100% e basato sul pensionamento, solo per le aziende con vendite fino a 75.000 UF e requisiti operativi. Queste società saranno soggette a un'aliquota fiscale di prima categoria del 25%;
- tasso di PPM (pagamento provvisorio mensile a un fondo per coprire l'imposta sul reddito) ridotto dallo 0,25% allo 0,20% per le piccole e medie imprese con un reddito fino a 50.000 UF;
- applicazione di una maggiorazione progressiva per agevolazioni fiscali sull'insieme del patrimonio immobiliare dei contribuenti con un accertamento fiscale complessivo superiore a 400 milioni, scontando le PMI.
- gli anziani il cui reddito mensile li colloca nella sezione esente della Impuesto Global Complementario saranno esentati dal pagamento dei contributi. Inoltre, per gli anziani nella seconda tranche della ICG, il pagamento dei loro contributi sarà ridotto della metà.

Il 10 novembre 2019, il governo ha indicato che stava preparando un disegno di legge che aumenta le pene e le sanzioni per i reati di corruzione, pratiche monopolistiche, frodi ad alto impatto sociale. Inoltre, tra le alternative, viene esplorata l'opzione di elevare le pene detentive alla collusione quando riguardano beni di base, nonché la valutazione delle personalità giuridiche. Mirando anche ad accelerare i progetti inviati relativi all'integrità pubblica.
A seguito delle mobilitazioni, nel Parlamento cileno sono state sbloccate alcune proposte di legge sull'equità sociale e altre questioni relative alle rivendicazioni dei cittadini in relazione al funzionamento della politica, dando loro la priorità per avanzare nella loro elaborazione legislativa:
- il 22 ottobre, la Commissione Costituzione della Camera dei Deputati ha approvato un pacchetto di misure che includono l'abbassamento dello stipendio parlamentare e anche la riduzione del numero dei parlamentari;[17]
- il 5 novembre la Commissione Costituzione, Legislazione, Giustizia e Regolamenti del Senato del Cile ha approvato l'iter per l'istituzione del matrimonio tra persone dello stesso sesso;[18]
- il 7 novembre, con 2 voti favorevoli e 3 contrari, la Commissione Educazione e Cultura del Senato ha respinto il disegno di legge "Sala Cuna Universale", influenzata dal rifiuto trasversale di varie organizzazioni educative della prima infanzia;[19]
- il 13 novembre, con 134 voti favorevoli e 2 astensioni, la Camera dei Deputati ha approvato un disegno di legge che garantisce una maggiore tutela alle zone umide urbane da edilizia e urbanistica;[20]
- il 13 novembre, con 36 voti favorevoli e 4 contrari, il Senato ha approvato un disegno di legge che stabilisce limiti alla rielezione di deputati, senatori, consiglieri regionali, sindaci e assessori per un massimo di due mandati;[21][22]
- il 20 novembre 2019 la Commissione Costituzionale della Camera dei Deputati ha approvato all'unanimità un'iniziativa che mira a ridurre del 50% le indennità di Autorità governative, parlamentari e regionali, escludendo assessori e consiglieri regionali. Sempre quello stesso giorno è stato approvato all'unanimità che i risparmi derivanti dalla riduzione di questo 50% vanno direttamente al Bilancio Nazionale.[23]

## Composizione
Rinnovamento Nazionale (RN)
     Unione Democratica Indipendente (UDI)
     Evoluzione Politica (EVOP)
     Indipendenti
| Carica                                                         | Titolare | Titolare | Titolare                                                | Partito      |
| -------------------------------------------------------------- | -------- | -------- | ------------------------------------------------------- | ------------ |
| Presidente                                                     |          |          | Sebastián Piñera                                        | RN           |
| Interno e Sicurezza Pubblica                                   |          |          | Andrés Chadwick Piñera (fino al 28/10/2019)             | UDI          |
| Interno e Sicurezza Pubblica                                   |          |          | Gonzalo Blumel Mac Iver (fino al 28/07/2020)            | EVOP         |
| Interno e Sicurezza Pubblica                                   |          |          | Victor Pérez Varela (fino al 3/11/2020)                 | UDI          |
| Interno e Sicurezza Pubblica                                   |          |          | Rodrigo Delgado Mocarquer (dal 04/11/2020)              | UDI          |
| Relazioni estere                                               |          |          | Roberto Ampuero Espinoza (fino al 13/06/2019)           | EVOP         |
| Relazioni estere                                               |          |          | Teodoro Ribera Neumann (fino al 28/07/2020)             | RN           |
| Relazioni estere                                               |          |          | Andrés Allamand Zavala (dal 28/07/2020)                 | RN           |
| Difesa Nazionale                                               |          |          | Alberto Espina Otero (fino al 28/07/2020)               | RN           |
| Difesa Nazionale                                               |          |          | Mario Desbordes Jiménez (dal 28/07/2020)                | RN           |
| Finanze                                                        |          |          | Felipe Larraín Bascuñán (fino al 28/10/2019)            | Indipendente |
| Finanze                                                        |          |          | Ignacio Briones Rojas (dal 28/10/2019)                  | EVOP         |
| Segreteria Generale della Presidenza                           |          |          | Gonzalo Blumel Mac Iver (fino al 28/10/2019)            | EVOP         |
| Segreteria Generale della Presidenza                           |          |          | Felipe Ward Edwards (fino al 04/06/2020)                | UDI          |
| Segreteria Generale della Presidenza                           |          |          | Claudio Alvarado Andrade (fino al 28/07/2020)           | UDI          |
| Segreteria Generale della Presidenza                           |          |          | Cristián Monckeberg Bruner (dal 28/07/2020)             | RN           |
| Segreteria Generale del Governo                                |          |          | Cecilia Pérez Jara (fino al 28/10/2019)                 | RN           |
| Segreteria Generale del Governo                                |          |          | Karla Rubilar Barahona (fino al 28/07/2020)             | Indipendente |
| Segreteria Generale del Governo                                |          |          | Jaime Bellolio Avaria (dal 28/07/2020)                  | UDI          |
| Economia, Crescita e Turismo                                   |          |          | José Ramón Valente Vias (fino al 13/06/2019)            | Indipendente |
| Economia, Crescita e Turismo                                   |          |          | Juan Andrés Fontaine Talavera (fino al 28/10/2019)      | Indipendente |
| Economia, Crescita e Turismo                                   |          |          | Lucas Palacios Covarrubias (dal 28/10/2019)             | UDI          |
| Sviluppo Sociale e Famiglia                                    |          |          | Alfredo Moreno Charme (fino al 13/06/2019)              | Indipendente |
| Sviluppo Sociale e Famiglia                                    |          |          | Sebastián Sichel Ramírez (fino al 04/06/2020)           | Indipendente |
| Sviluppo Sociale e Famiglia                                    |          |          | Cristián Monckeberg Bruner (fino al 28/07/2020)         | RN           |
| Sviluppo Sociale e Famiglia                                    |          |          | Karla Rubilar Barahona (dal 28/07/2020)                 | Indipendente |
| Istruzione                                                     |          |          | Gerardo Varela Alfonso (fino al 09/08/2018)             | Indipendente |
| Istruzione                                                     |          |          | Marcela Cubillos Sigall (fino al 28/02/2020)            | UDI          |
| Istruzione                                                     |          |          | Raúl Figueroa Salas (dal 28/02/2020)                    | Indipendente |
| Giustizia e Diritti Umani                                      |          |          | Hernán Larraín Fernández                                | UDI          |
| Lavoro e Previdenza Sociale                                    |          |          | Nicolás Monckeberg Díaz (fino al 28/10/2019)            | RN           |
| Lavoro e Previdenza Sociale                                    |          |          | María José Zaldívar Larraín (dal 28/10/2019)            | Indipendente |
| Opere Pubbliche                                                |          |          | Juan Andrés Fontaine Talavera (fino al 13/06/2019)      | Indipendente |
| Opere Pubbliche                                                |          |          | Alfredo Moreno Charme (dal 13/06/2019)                  | Indipendente |
| Salute                                                         |          |          | Emilio Santelices Cuevas (fino al 13/06/2019)           | Indipendente |
| Salute                                                         |          |          | Jaime Mañalich Muxi (fino al 13/06/2020)                | Indipendente |
| Salute                                                         |          |          | Enrique Paris Mancilla (dal 13/06/2020)                 | Indipendente |
| Edilizia e Urbanistica                                         |          |          | Cristián Monckeberg Bruner (fino al 04/06/2020)         | RN           |
| Edilizia e Urbanistica                                         |          |          | Felipe Ward Edwards (dal 04/06/2020)                    | UDI          |
| Agricoltura                                                    |          |          | Antonio Walker Prieto(fino al 06/01/2021)               | Indipendente |
| Agricoltura                                                    |          |          | María Emilia Undurraga Marimón(dal 06/01/2021)          | EVOP         |
| Miniere                                                        |          |          | Baldo Prokurica Prokurica                               | RN           |
| Trasporti e Telecomunicazioni                                  |          |          | Gloria Hutt Hesse                                       | EVOP         |
| Beni Nazionali                                                 |          |          | Felipe Ward Edwards (fino al 28/10/2019)                | UDI          |
| Beni Nazionali                                                 |          |          | Julio Isamit Díaz (dal 28/10/2019)                      | UDI          |
| Energia                                                        |          |          | Susana Jiménez Schuster (fino al 13/06/2019)            | Indipendente |
| Energia                                                        |          |          | Juan Carlos Jobet Eluchans (dal 13/06/2019)             | Indipendente |
| Ambiente                                                       |          |          | Marcela Cubillos Sigall (fino al 09/08/2018)            | UDI          |
| Ambiente                                                       |          |          | Carolina Schmidt Zaldívar (dal 09/08/2018)              | Indipendente |
| Sport                                                          |          |          | Pauline Kantor Pupkin (fino al 28/10/2019)              | Indipendente |
| Sport                                                          |          |          | Cecilia Pérez Jara (dal 28/10/2019)                     | RN           |
| Donne e Eguaglianza di Genere                                  |          |          | Isabel Plá Jarufe (fino al 13/03/2020)                  | UDI          |
| Donne e Eguaglianza di Genere                                  |          |          | Carolina Cuevas Merino (ad interim, fino al 06/05/2020) | RN           |
| Donne e Eguaglianza di Genere                                  |          |          | Macarena Santelices Cañas (fino al 09/06/2020)          | UDI          |
| Donne e Eguaglianza di Genere                                  |          |          | Mónica Zalaquett Said (dal 09/06/2020)                  | UDI          |
| Culture, Arti e Patrimonio                                     |          |          | Alejandra Pérez Lecaros (fino al 09/08/2018)            | Indipendente |
| Culture, Arti e Patrimonio                                     |          |          | Mauricio Rojas Mullor (fino al 13/08/2018)              | Indipendente |
| Culture, Arti e Patrimonio                                     |          |          | Consuelo Valdés Chadwick (dal 13/08/2018)               | Indipendente |
| Scienza, Tecnologia, Conoscenza e Innovazione (dal 17/12/2018) |          |          | Andrés Couve Correa                                     | Indipendente |